# Geoballus bebelus
Geoballus bebelus är en mångfotingart som beskrevs av Crabill 1969. Geoballus bebelus ingår i släktet Geoballus och familjen trädgårdsjordkrypare. Inga underarter finns listade i Catalogue of Life.